# Type Lindauer

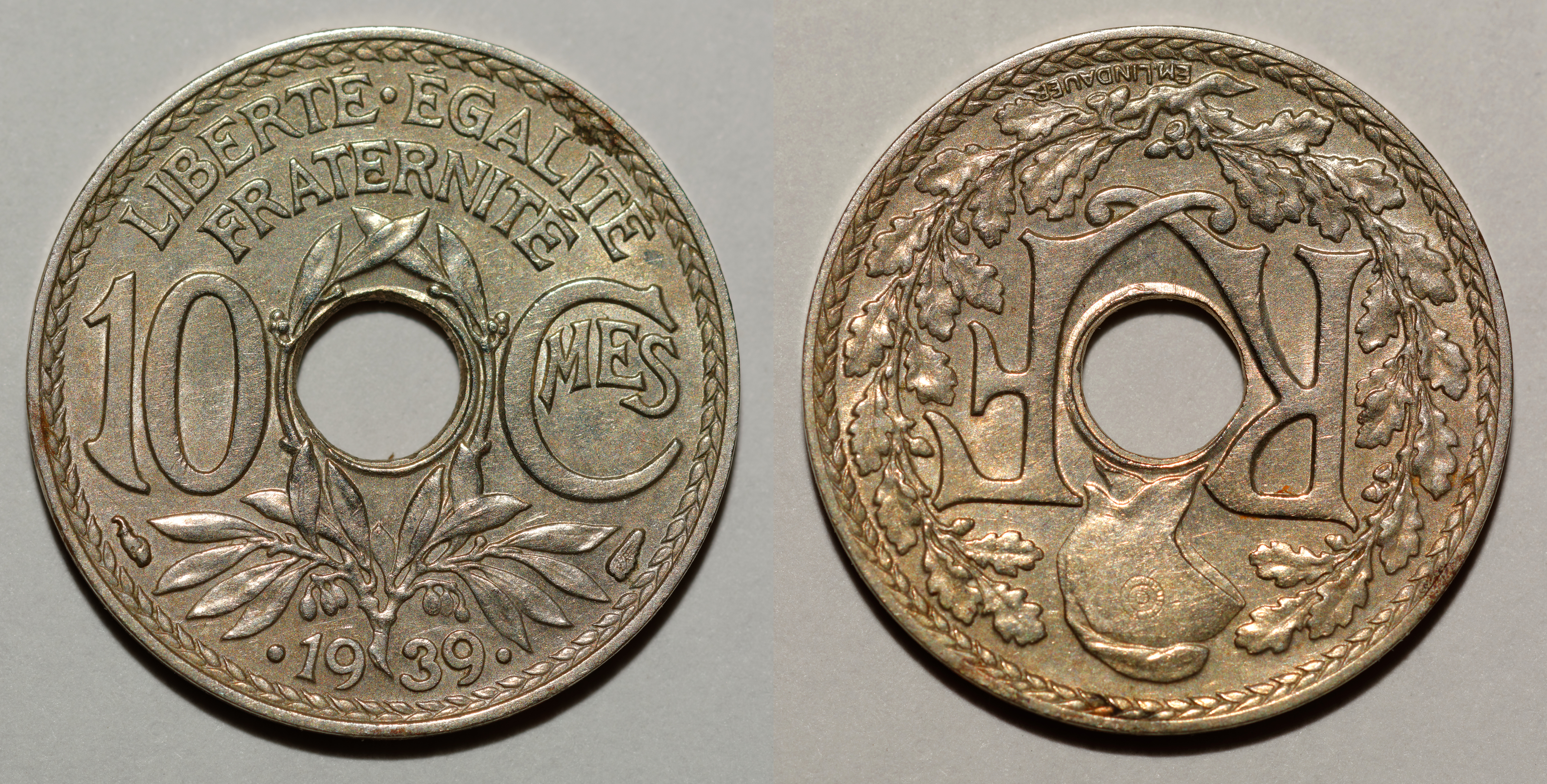
Pièce de 10 centimes française (maillechort, 1939, revers et avers).

Les monnaies du type Lindauer sont un ensemble d'émissions de divisionnaires du franc français frappées entre 1914 et 1946, caractérisées par la diversité des métaux employés et le trou central, lequel n'a jamais été reproduit depuis en France. Le sujet commun à toutes ces monnaies est dû au graveur Edmond-Émile Lindauer.
L'idée d'un trou central se trouve depuis longtemps dans les monnaies chinoises de type sapèque. En France, cette idée est soumise au parlement dès 1888 par Théodore Michelin, sans succès et elle est finalement adoptée par décret le 10 juillet 1914. En Belgique, dès 1901, Alphonse Michaux crée un type de pièces divisionnaires trouées.
Deux monnaies française avaient utilisé le nickel pour la première fois de 1903 à 1905, les 25 centimes Patey, mais ces pièces étaient lourdes, 7 grammes. Un concours est lancé en avril 1913 par la Monnaie de Paris. Dix projets sont retenus par le jury, et c'est celui de Lindauer qui l'emporte en février 1914, assorti d'une prime de 20 000 francs ; rarement un prix monétaire aurait été aussi médiatisé.
Lindauer proposa une pièce plus mince et évidée au centre, afin à la fois d'économiser le métal et de les distinguer des monnaies en argent. C'était le début d’une très longue série, les fameuses « pièces à trou » qui perdurèrent jusqu’en 1946, utilisant des métaux de moins en moins nobles.
Il est à noter que les pièces de 5 et de 10 centimes en cupronickel coexistèrent de 1914 à 1921 avec celles en bronze, de même valeur, de type Daniel Dupuis.
Le gouvernement de Vichy émit de 1941 à 1943 des pièces de 10 centimes et 20 centimes en zinc d’un type différent et également trouées, mais conçues par un autre médailleur. Ces pièces, avec le type Lindauer, constituent les seules pièces évidées au centre du monnayage français.
Lindauer a aussi gravé la pièce d’une piastre pour l’Indochine française en argent 900/1000 d’un poids de 20 grammes, frappée à Paris et émise à 16 millions d'exemplaires en 1931.
Ces pièces trouées ont servi à confectionner des volants utilisés pour le pilou, jeu de jonglage propre à Nice et à son arrière-pays, mais également des rondelles pour maintenir les joints de plomberie.

## Chronologie des émissions pour la France
| Années      | Valeur      | Diamètre | poids | Métal        | Tirage total | Commentaires                                    |
| ----------- | ----------- | -------- | ----- | ------------ | ------------ | ----------------------------------------------- |
| 1914        | 10 centimes | 21 mm    | 4 g   | nickel pur   | 3 972        | Petit trait sous « Cmes »                       |
| 1914 à 1917 | 25 centimes | 24 mm    | 5 g   | nickel pur   | 1 641 016    | Petit trait sous « Cmes »                       |
| 1917 à 1920 | 5 centimes  | 19 mm    | 3 g   | cupro-nickel | 141 213 857  | module trop grand                               |
| 1920 à 1938 | 5 centimes  | 15 mm    | 2 g   | cupro-nickel | 619 442 788  | réduction du module                             |
| 1917 à 1938 | 10 centimes | 21 mm    | 4 g   | cupro-nickel | 701 482 534  |                                                 |
| 1917 à 1938 | 25 centimes | 24 mm    | 5 g   | cupro-nickel | 314 372 733  |                                                 |
| 1938 à 1939 | 5 centimes  | 17 mm    | 1,5 g | maillechort  | 79 002 747   | date encadrée par 2 points                      |
| 1938 à 1939 | 10 centimes | 21 mm    | 3 g   | maillechort  | 314 372 733  | idem                                            |
| 1938 à 1940 | 25 centimes | 24 mm    | 4 g   | maillechort  | 51 581 241   | idem                                            |
| 1941        | 10 centimes | 21 mm    | 2,5 g | zinc         | 238 875 200  | type de la IIIe République pour l'État français |
| 1945 à 1946 | 10 centimes | 17 mm    | 1,5 g | zinc         | 64 365 360   | gouvernement provisoire                         |
| 1945 à 1946 | 20 centimes | 24 mm    | 3 g   | zinc         | 14 589 297   | idem                                            |